# Тшепецини
Тшепецини (пол. Trzepieciny) — село в Польщі, у гміні Адамув Замойського повіту Люблінського воєводства.
Населення — 95 осіб (2011).
У 1975—1998 роках село належало до Замойського воєводства.

## Демографія
Демографічна структура станом на 31 березня 2011 року:
|          | Загалом | Допрацездатний вік | Працездатний вік | Постпрацездатний вік |
| -------- | ------- | ------------------ | ---------------- | -------------------- |
| Чоловіки | 47      | 11                 | 25               | 11                   |
| Жінки    | 48      | 9                  | 24               | 15                   |
| Разом    | 95      | 20                 | 49               | 26                   |